# Gorteriinae
Gorteriinae es una subtribu de plantas de la familia de las asteráceas o compuestas perteneciente a la subfamilia Cichorioideae. Es originaria predominantemente de Sudáfrica.

## Descripción
Las especies de esta subtribu son herbáceas o arbustivas con órganos internos que contienen látex. Las hojas a lo largo del tallo están dispuestas de manera alterna. Las cabezas florales se presentan en general con las flores  con lígulas radiantes. Las flores puede tomar muchas formas: acampanadas, cilíndricas, urceoladas o obconicas. El receptáculo es profundamente alveolado. Las flores son estériles, y la lígula periférica irradiando termina con 4 dientes o lóbulos. Los lóbulos del disco de florecillas son centrales y densos. El polen puede tener diversas formas, pero es generalmente esférico. Los aquenios son de crucería y el vilano está constituido por uno o dos juegos.

## Géneros
Gorteriinae comprende 8 géneros y unas 130 especies:

- Berkheya Ehrh. ( 79 spp.)
- Cullumia R.Br. (15 spp.)
- Cuspidia Gaertn. (1 sp.)
- Didelta L'Hér. (2 spp.)
- Gazania Gaertn. (19 spp.)
- Gorteria L. (3 spp.)
- Heterorhachis Sch.Bip. Ex Walp. (1 sp.)
- Hirpicium Cass.  (13 spp.)